# Cagouilles à la charentaise
De Cagouilles à la charentaise is een traditionele stoofpot op basis van de segrijnslak uit het Franse departement Charentes.

## Beschrijving
In de Cagouilles à la Charentaise worden segrijnslakken met huis en al in een saus met een grote hoeveelheid kruiden, witte wijn en fijngesneden varkensvlees gestoofd.
Omdat er geen voorbehandeling van voorkook, ontschalen en wassen van de slakken aan te pas komt, worden ze op voorhand dagenlang op de vast gezet waarna ze grondig gewassen worden en ze zo de pan in kunnen.